# Richard Chelimo
Richard Chelimo (* 27. Februar 1972 in Chesubet, Distrikt Marakwet; † 15. August 2001 in Eldoret) war ein kenianischer Langstreckenläufer. Er stellte einen Weltrekord über 10.000 Meter auf.
1990 wurde er Vizejuniorenweltmeister im Crosslauf und Juniorenweltmeister über 10.000 Meter vor seinem Bruder Ismael Kirui. Im Jahr darauf wurde er Vierter auf der Langstrecke bei den Crosslauf-Weltmeisterschaften 1991 und gewann über 10.000 m Silber bei den Leichtathletik-Weltmeisterschaften in Tokio.
1992 wurde er Fünfter bei den Crosslauf-Weltmeisterschaften und gewann bei den Olympischen Spielen in Barcelona über 10.000 Meter die Silbermedaille in 27:47,72 min, mit ziemlich genau einer Sekunde Rückstand auf den Sieger Khalid Skah (Marokko).
Im Jahr darauf stellte er bei der DN Galan in Stockholm als erst dritter Afrikaner und vierter Nichteuropäer überhaupt einen Weltrekord über 10.000 Meter auf. Die Bestzeit von 27:07,91 min wurde allerdings fünf Tage später von seinem Landsmann Yobes Ondieki um mehr als neun Sekunden unterboten. Über dieselbe Distanz errang Chelimo kurz darauf bei den Weltmeisterschaften in Stuttgart Bronze, sein letzter großer internationaler Erfolg.
Chelimo entstammte der Ethnie der Kalenjin. Viele herausragende Läufer gehörten zu seiner Familie. Sein Cousin Moses Kiptanui war dreimaliger Weltmeister im Hindernislauf, und sein Bruder Ismael Kirui wurde zwei Mal Weltmeister über 5000 m.
2001 starb er an den Folgen eines Hirntumors.